# Imperator Pavel I (couraçado)
O Imperator Pavel I (Император Павел I) foi um couraçado pré-dreadnought operado pela Marinha Imperial Russa e a segunda e última embarcação da Classe Andrei Pervozvanny, depois do Andrei Pervozvanny. Sua construção começou outubro de 1904 no Estaleiro do Báltico e foi lançado ao mar em setembro de 1907, sendo comissionado em março de 1911. Era armado com quatro canhões de 305 milímetros montados em duas torres de artilharia duplas, tinha um deslocamento de mais de dezoito mil toneladas e alcançava uma velocidade máxima de dezoito nós.
O Imperator Pavel I  teve um serviço limitado em tempos de paz, mas uma tentativa de motim ocorreu a bordo em 1912. Na Primeira Guerra Mundial, ele praticamente permaneceu atracado no porto durante toda a guerra devido à ameaça de submarinos alemães. Sua tripulação se amotinou após o início da Revolução Russa em março de 1917, com a embarcação sendo renomeado para Respublika (Республика) no mês seguinte. Foi tomado pelos bolcheviques no final do ano, porém foi tirado de serviço em outubro de 1918 por falta de pessoal. Ele foi desmontado em 1923.

## Características

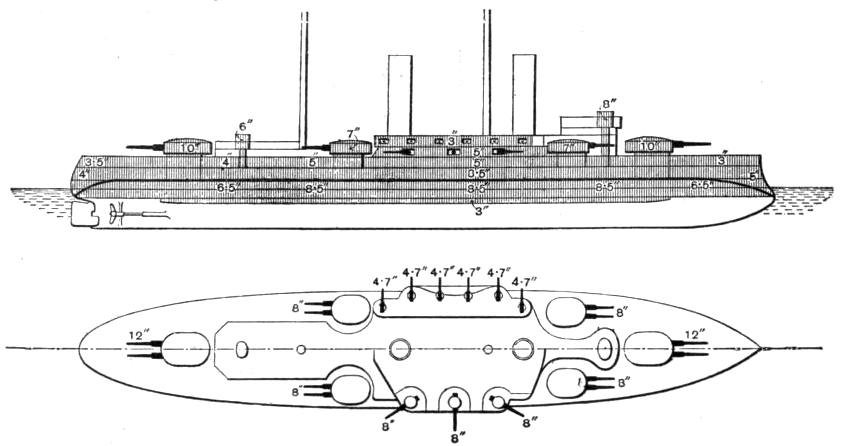
Desenho da Classe Andrei Pervozvanny

O Imperator Pavel I tinha 140,2 metros de comprimento de fora a fora, boca de 24,4 metros e calado de 8,2 metros. Seu deslocamento carregado era de 18 880 toneladas. Seu sistema de propulsão consistia em 25 caldeiras Belleville que alimentavam dois motores verticais de tripla-expansão com quatro cilindros, cada um girando uma hélice. A potência indicada era de 17,8 mil cavalos-vapor (13,1 mil quilowatts) para uma velocidade máxima de 18,5 nós (34,3 quilômetros por hora). Podia carregar no máximo 1,5 mil toneladas de carvão, o que proporcionava uma autonomia de 2,4 mil milhas náuticas (4,4 mil quilômetros) a doze nós (22 quilômetros por hora).
O armamento principal consistia em quatro canhões Padrão 1895 de 305 milímetros montados em duas torres de artilharia duplas, uma à vante e outra à ré da superestrutura. A bateria secundária tinha catorze canhões Padrão 1905 de 203 milímetros em quatro torres de artilharia duplas nos cantos da superestrutura e seis em casamatas na superestrutura. A bateria terciária era composta por doze canhões de 120 milímetros instalados em casamatas acima das armas de 203 milímetros. Havia também dois tubos de torpedo submersos de 450 milímetros, um em cada lateral. O cinturão principal de blindagem tinha entre 102 e 216 milímetros de espessura, com uma camada superior de oitenta a 127 milímetros. As torres de artilharia principais tinham uma proteção de 203 milímetros, já as casamatas de 79 a 127 milímetros. O convés tinha uma espessura máxima de 38 milímetros, enquanto a torre de comando tinha de 102 a 203 milímetros.

## Carreira
A construção do Imperator Pavel I começou em 27 de outubro de 1904 no Estaleiro do Báltico em São Petersburgo, mas ela foi atrasada por problemas trabalhistas decorrentes da Revolução Russa de 1905. Foi lançado ao mar em 7 de setembro de 1907 e iniciou seus testes marítimos em outubro de 1910. Entrou em serviço em 10 de março de 1911, mas seus testes marítimos só foram finalizados em outubro. Oficiais do navio foram notificados a partir de 21 de junho de 1912 sobre uma conspiração entre os marinheiros, que planejavam um motim para a noite de 24 para 25 de julho. Nos dias que precederam esta data os marinheiros abertamente desobedeceram e provocaram seus oficiais, mas sem recorrerem para a violência. Aproximadamente 160 homens, uma minoria, apoiava o motim, com a maioria permanecendo leal e mantendo os oficiais informados. Os líderes foram presos em 24 de julho, com mais prisões ocorrendo até agosto. Cinquenta e três foram condenados a penas entre seis meses e dezesseis anos de prisão. Em setembro o Imperator Pavel I visitou Portland no Reino Unido, Cherbourg na França e Stavanger na Noruega junto com seu irmão Andrei Pervozvanny.

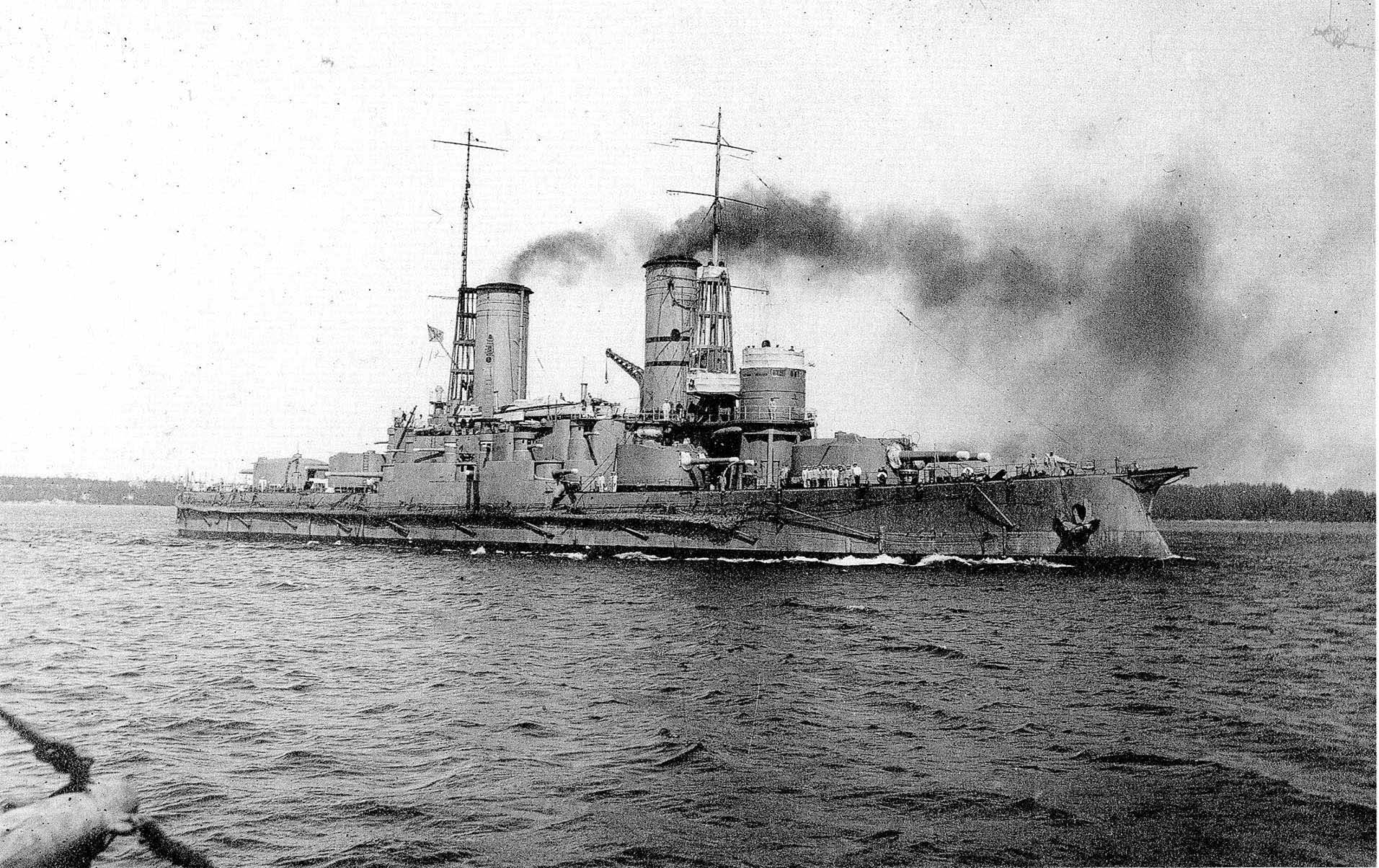
O Imperator Pavel I c. 1914–1916

A Primeira Guerra Mundial começou em julho de 1914 e o navio deu cobertura para operações de criação de campos minados na entrada do Golfo da Finlândia. Pouco fez na guerra pois a estratégia naval russa no Mar Báltico era defensiva com a intenção de evitar um confronto direto com a frota alemã, assim a função dos dois pré-dreadnoughts da Classe Andrei Pervozvanny e dos quatro dreadnoughts da Classe Gangut era apenas defender a entrada do Golfo da Finlândia. O topo de seus mastros de treliça foram cortados no final de 1914 e substituídos por mastros de poste mais leves. Redes antitorpedo foram instaladas no início de 1915, enquanto seus torpedos foram removidos em janeiro de 1916. Quatro canhões antiaéreos de 76 milímetros foram instalados no final deste ano.
A Revolução Russa começou em março de 1917 e os marinheiros insatisfeitos do Imperator Pavel I prontamente se juntaram ao motim geral da Frota do Báltico no dia 16, com o navio sendo renomeado para Respublika em 29 de abril. O Tratado de Brest-Litovski exigia que os russos evacuassem sua base naval de Helsingfors em março de 1918 ou que seus navios fossem internados pela recém independente Finlândia, mesmo com o Golfo da Finlândia ainda estando congelado na época. O Respublika e o Andrei Pervozvanny lideraram o segundo grupo de embarcações que partiu em 5 de abril, chegando em Kronstadt cinco dias depois naquilo que ficou conhecido como a "Viagem de Gelo". O couraçado foi tirado de serviço em outubro de 1918 por falta de marinheiros e sua desmontagem começou em 22 de novembro de 1923, porém ele só foi ser removido do registro naval em 21 de novembro de 1925.